# Steinhaus
Steinhaus è un comune austriaco di 1 995 abitanti nel distretto di Wels-Land, in Alta Austria.